# メー・ウォン国立公園
メー・ウォン国立公園（メー・ウォンこくりつこうえん、泰: อุทยานแห่งชาติแม่วงก์）はタイの国立公園の一つ。

## 概要
メー・ウォン国立公園は特に、タイ国でも有数の広大な森林地帯、西部森林地帯（ウエスタン・フォレスト・コンプレックス）に位置する。その季節は以下のように3つに分かれる。
- 夏・・・3月 - 5月
- 雨期・・・6月 - 10月
- 乾期・・・11月 - 12月

公園内の森林はほとんどが落葉樹混交林（mixed deciduous forest）であり、多数の木々が自生している。また、野生のバナナなども見ることが出来る。鳥類は450種以上観測され、内、絶滅の危機に瀕しているものを数種含んでいる。
公園内はモン族やムソー族、カレン族がすむ少数民族の居住地としても知られている。

## 公園内の自然

### ケーン・パーカーイナーン
ケーン（急流）・パーカーイナーンは公園内にある急流の一つで、比較的水流の浅いところであれば水遊びを楽しむことの出来るスポット。キャンプも行うことが出来る。

### Km. 81ビューポイント
Km. 81ビューポイントは近隣の山を見渡すことのできる場所である。特に公園はタイの西部森林地帯の山を一望できる。

### モーコーチュー山頂
モーコーチュー山頂は海抜1964メートルに位置し、崖の上から下に広がった雲を見下ろすタイ国内でも有数の絶景である。

### ナムトック・メークラサー
ナムトック（滝）・メークラサーには9段に分かれた滝がある。この滝はすべて合わせて900メートル以上の段差を持つ。

### ナムトック・メーキー
ナムトック・メーキーは200メートル以上の高さを持つ滝で、東南アジア最大の滝である。